# Campionato mondiale di hockey su ghiaccio maschile 1996
Il Campionato mondiale di hockey su ghiaccio maschile 1996, organizzato sotto il patrocinio dell'International Ice Hockey Federation, si è svolto in Austria, che lo ha ospitato nella capitale Vienna dal 21 aprile al 5 maggio.
Il torneo è stato vinto dalla Repubblica Ceca, che ha sconfitto in finale il Canada. Al gradino più basso del podio è giunta invece la squadra degli Stati Uniti, che si è imposta sulla Russia nella gara valida per la medaglia di bronzo. Miglior giocatore del torneo si è rivelato il canadese Yanic Perreault con 9 punti.

## Classifica finale
| Pos. | Squadra     |
| ---- | ----------- |
| 1    | Rep. Ceca   |
| 2    | Canada      |
| 3    | Stati Uniti |
| 4    | Russia      |
| 5    | Finlandia   |
| 6    | Svezia      |
| 7    | Italia      |
| 8    | Germania    |
| 9    | Norvegia    |
| 10   | Slovacchia  |
| 11   | Francia     |
| 12   | Austria     |